# Åsa Persson (fotbollsspelare)
Åsa Persson, född 31 juli 1965, är en svensk före detta fotbollsspelare.
Persson representerade på klubbnivå först Wä IF, men gick inför säsongen 1988 till Öxabäcks IF. Hon spelade 5 A-landskamper för Sverige, och var med i truppen som tog brons i EM 1989.